# Lena Headey
Lena Kathren Headey, född 3 oktober 1973 i Hamilton på Bermuda, är en brittisk skådespelerska känd för bland annat sin roll som Cersei Lannister i HBO-serien Game of Thrones. Hon spelade även Drottning Gorgo i filmerna 300 och 300: Rise of an Empire.
Hon föddes på Bermuda med brittiska föräldrar. Efter att familjen flyttat tillbaka till England växte hon upp i Somerset och i Highburton utanför Huddersfield. 

## Filmografi
| År        | Titel                                   | Roll                                                                           | Noter          |
| 2016      | Pride and Prejudice and Zombies         | Lady Catherine de Bourgh                                                       |                |
| 2015      | Zipper                                  | Jeannie Ellis                                                                  |                |
| 2014      | 300: Rise of an Empire                  | Drottning Gorgo                                                                |                |
| 2013      | The Mortal Instruments: Stad av skuggor | Jocelyn Fray                                                                   |                |
| 2013      | The Purge                               | Mary Sandin                                                                    |                |
| 2012      | Dredd                                   | Madeline Madrigal / Ma-Ma                                                      |                |
| 2012      | Dishonored                              | Callista Curnow                                                                | TV-spel (röst) |
| 2011–2019 | Game of Thrones                         | Cersei Lannister                                                               | TV-serie       |
| 2008      | Vivaldi                                 | Norina                                                                         |                |
| 2008      | The Brøken                              | Gina McVey                                                                     |                |
| 2007      | The Red Baron                           | Käte                                                                           |                |
| 2007      | Terminator: The Sarah Connor Chronicles | Sarah Connor                                                                   | TV-serie       |
| 2007      | 300                                     | Drottning Gorgo                                                                |                |
| 2006      | Ultra                                   | Penny/Ultra                                                                    | TV-serie       |
| 2005      | Imagine Me & You                        | Luce                                                                           |                |
| 2005      | The Cave                                | Kathryn                                                                        |                |
| 2005      | The Brothers Grimm                      | Angelika                                                                       |                |
| 2004      | The Long Firm                           | Ruby Ryder                                                                     | TV-serie       |
| 2003      | No Verbal Response                      | Dr. Megan Pillay                                                               |                |
| 2003      | The Actors                              | Dolores                                                                        |                |
| 2002      | Ripley's Game                           | Sarah Trevanny                                                                 | TV-film        |
| 2002      | Possession                              | Blanche Glover                                                                 |                |
| 2002      | The Gathering Storm                     | Ava Wigram                                                                     |                |
| 2001      | The Parole Officer                      | Emma                                                                           |                |
| 2001      | Anazapta                                | Matilda                                                                        |                |
| 2001      | Round About Five                        | Girlfriend                                                                     |                |
| 2000      | Aberdeen                                | Kairo 'Kaisa' Heller                                                           |                |
| 2000      | Gossip                                  | Cathy Jones                                                                    |                |
| 2000      | Ropewalk                                | Allison                                                                        |                |
| 1999      | Onegin                                  | Olga Larina                                                                    |                |
| 1999      | Inside-Out                              |                                                                                |                |
| 1998      | The Man with Rain in His Shoes          | Sylvia Weld                                                                    |                |
| 1998      | Merlin                                  | drottning Guinevere                                                            | TV-film        |
| 1997      | Mrs. Dalloway                           | Young Sally                                                                    |                |
| 1997      | Face                                    | Connie                                                                         |                |
| 1997      | The Hunger                              | Steph Reynolds - Menage a Trois (1997)                                         | TV-serie       |
| 1997      | Kavanagh QC                             | Natasha Jackson - Diplomatic Baggage (1997)                                    | TV-serie       |
| 1996      | Ballykissangel                          | Jenny - The Things We Do for Love (1996)                                       | TV-serie       |
| 1995      | The Grotesque                           | Cleo Coal                                                                      |                |
| 1995      | Loved Up                                | Sarah                                                                          |                |
| 1995      | Band of Gold                            | Colette                                                                        | TV-serie       |
| 1995      | Devil's Advocate                        | Clare Rigby                                                                    | TV-serie       |
| 1994      | Djungelboken                            | Katherine 'Kitty' Brydon                                                       |                |
| 1994      | MacGyver: Trail to Doomsday             | Elise Moran                                                                    |                |
| 1994      | Fair Game                               | Ellie                                                                          | TV-serie       |
| 1993      | Återstoden av dagen                     | Lizzie                                                                         |                |
| 1993      | Spender                                 | - Best Friends (1993) - The More Things Change (1993)                          | TV-serie       |
| 1993      | Soldier Soldier                         | Shenna Bowles - Base Details (1993) - Live Fire (1993) - Shifting Sands (1993) | TV-serie       |
| 1993      | Century                                 | Miriam                                                                         | TV-serie       |
| 1992      | Waterland                               | ung Mary                                                                       |                |
| 1992      | Clothes in the Wardrobe                 | Margaret                                                                       |                |

## Kortfilmer
- Round About Five / Bellissimo (2001) (regisserad av Guard Brothers)
- Inside Out (1999) (regisserad av Guard Brothers)